# U 123 (U-Boot, 1918)
U 123  war ein diesel-elektrisches Minen-U-Boot der Klasse UE II der deutschen Kaiserlichen Marine im Ersten Weltkrieg.

## Indienststellung
U 123 wurde am 27. Mai 1916 in Auftrag gegeben, lief am 26. Januar 1918 bei Blohm & Voss in Hamburg vom Stapel und wurde am 20. Juli 1918 in Dienst gestellt. Das Boot war der I. U-Flottille in Helgoland und  Brunsbüttel zugeordnet. Erster und einziger Kommandant war Oberleutnant zur See Karl Thouret.
U 123 führte während des Ersten Weltkriegs keine Unternehmung durch und konnte daher kein Schiff versenken oder beschädigen.

## Verbleib
Nach dem Waffenstillstand wurde U 123 am 22. November 1918 an das Vereinigte Königreich ausgeliefert. Das Boot lag unter anderem in East Cowes auf der Isle of Wight, wo es von zahlreichen Besuchern besichtigt wurde. Bei der Überführung zum Abwrackplatz strandete das Boot 1921 an der britischen Ostküste und wurde verschrottet.